# Ernst Möbius (Politiker)
Ernst Karl Möbius (* 9. April 1871 in Greiz; † 25. Februar 1947 ebenda) war ein deutscher Kaufmann und liberaler Politiker (DDP).

## Leben
Möbius war der Sohn des Fabrikanten Karl Ferdinand Möbius aus Greiz und dessen Ehefrau Marianne geborene Günther. Er war evangelisch-lutherischer Konfession und heiratete am 9. Februar 1899 in Greiz Louise Elisabeth Theodora Stapf (* 25. April 1878 in Greiz; † 17. Juli 1969 ebenda), die Tochter des Kaufmanns Theodor Otto Stapf in Greiz.
Jahn lebte als Kaufmann in Greiz. Im Ersten Weltkrieg diente er als Soldat.
Vom 1. Januar 1913 bis zum 31. Dezember 1916 war er Mitglied im Gemeinderat der Stadt Greiz. Nach der Novemberrevolution 1918 wurde er 1919 für die DDP in der Greizer Landtag gewählt. Daneben war er ab dem 19. Februar 1919 Mitglied des Gemeinsamen Landtages beider reußischer Staaten (ab April 1919 Volksstaat Reuß) bzw. der nach der Gründung des Landes Thüringen aus diesem Landtag hervorgegangenen, 1921 verkleinerten und schließlich zum 31. März 1923 aufgelösten Gebietsvertretung Gera-Greiz. Zum 31. März 1921 schied er aufgrund der Verkleinerung der Gebietsvertretung aus.